# Gary Paffett

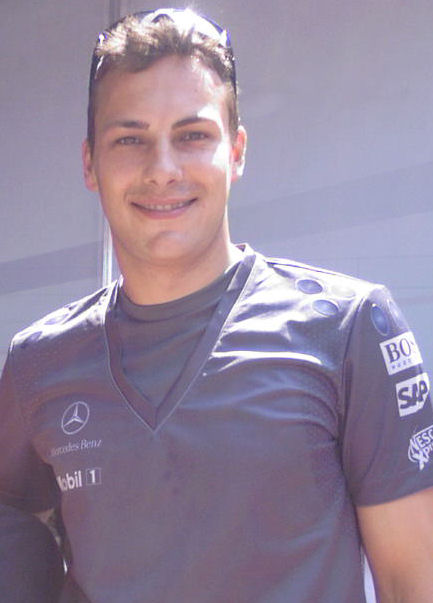
Gary Paffett in 2006

Gary Paffett (Bromley, 24 maart 1981) is een Brits coureur en testrijder van het Formule 1-team Williams F1. Na een aantal jaren karten en autosport in Engeland reed hij van 2003 tot 2018 in het DTM, het Duits Toerwagen-kampioenschap.
Sinds 2003 rijdt Paffett in deze klasse, waarbij hij in deze klasse rijdt voor Mercedes. 
Door zijn goede prestaties was hij van 2006 tot en met 2015 aangesteld als testcoureur bij het Formule 1 team van McLaren. Vanaf 2016 test hij, met name in de simulator, voor Williams F1.
In 2008 zou het Britse team Prodrive aan de start van de Formule 1 staan, Paffet was bij het team een kanshebber op een plek als F1-coureur. Het team werd echter niet toegelaten tot de Formule 1.
In het seizoen 2018-2019 was Paffett actief als Formule E-coureur van HWA Racelab, samen met de Belg Stoffel Vandoorne.